# Menemerus felix
Menemerus felix là một loài nhện trong họ Salticidae.
Loài này thuộc chi Menemerus. Menemerus felix được Henry Roughton Hogg miêu tả năm 1922.